# Jurij Borisovič Levitan
Jurij Borisovič Levitan (in russo Юрий Борисович Левитан?; Vladimir, 2 ottobre 1914, [ 19 settembre del calendario giuliano] – Bessonovka, 4 agosto 1983) è stato uno speaker radiotelevisivo sovietico.
Principale voce della radio sovietica dagli anni quaranta agli anni sessanta, ha annunciato a Radio Mosca i più importanti eventi del periodo, come l'attacco tedesco all'Unione Sovietica (1941), la capitolazione della Germania (1945), la morte di Iosif Stalin (1953), la missione spaziale di Jurij Gagarin (1961). Nel 1980 venne insignito del titolo di Artista del Popolo dell'Unione Sovietica.